# Inka!
inka! war eine deutsche Talkshow, die vom 2. September 2013 bis zum 8. November 2013 montags bis freitags um 15:05 Uhr im ZDF ausgestrahlt wurde. Namensgeberin ist Inka Bause, welche die Sendung moderierte. Bause sprach darin mit Prominenten und Nichtprominenten über Aktuelles, Trends, Musik, Mode u. a. Die Talkshow wurde aus Berlin gesendet.
Obwohl die Show nicht die erwarteten Quoten erfüllte, kündigte das ZDF am 7. September 2013 zunächst an, an der Sendung festhalten zu wollen. Aufgrund der weiterhin schlechten Quoten gab das ZDF am 24. Oktober 2013 bekannt, die Ausstrahlung vorzeitig zu beenden. Die letzte Folge der Sendung wurde am 8. November ausgestrahlt. Jedoch teilte das ZDF mit, dass man an anderen Konzepten mit Inka Bause außerhalb des Nachmittagsprogramms arbeite.
Ab 11. November 2013 war auf diesem Sendeplatz wieder die Kochshow Topfgeldjäger zu sehen.

## Episodenliste
In den folgenden Listen werden sämtliche Episoden von inka! nach Monaten aufgelistet. Zusätzlich wird eine Spalte mit den Gästen gezeigt.
| Ausgabe | Datum         | Gäste |
| ------- | ------------- | --- |
| 1       | 2. Sep. 2013  | Udo Walz, Gabi Decker, Ralf Moeller, Dieter Hooß, Christiane Hagn und MC Rene                                 |
| 2       | 3. Sep. 2013  | Jutta Speidel, Lisa Martinek, Giovanni Zarrella, Achim Sam, Paul Hoeppner und Hansen Hoeppner                 |
| 3       | 4. Sep. 2013  | Jenny Elvers, David Kross, René Marik, Linda Tabea Vehlen, Beate Günther und Stephan Günther                  |
| 4       | 5. Sep. 2013  | Jochen Schropp, Collien Ulmen-Fernandes, Franziska Seyboldt, Jane Thomas, Lovely Bhangu und Monty Bhangu      |
| 5       | 6. Sep. 2013  | Moritz Bleibtreu, Florian David Fitz, Henry Hübchen, Atalay Aktas und Ernst Fritz Schubert                    |
| 6       | 9. Sep. 2013  | Mary Roos, Dirk Martens, Eva Loschki, Peter Rist, Tasso Wolzenburg, Doris Schaaff und Martin Schaaff          |
| 7       | 10. Sep. 2013 | Christel Tenbuß, Margret Tenbuß, Annabelle Mandeng, Kristina Fehrs, Bernhard Roetzel und Jörg Knör            |
| 8       | 11. Sep. 2013 | Laura Dekker, Philippe Brenninkmeyer, Sandra Caracciolo, Tine Wittler und Thomas Sünder                       |
| 9       | 12. Sep. 2013 | Gayle Tufts, Elke Morri, Christa Höhs, Eileen Moritz und Gedeon Burkhard                                      |
| 10      | 13. Sep. 2013 | Mariella Ahrens, Aaron Troschke, Jörg Sprave, Wolfgang Bahro und Moritz Freiherr Knigge                       |
| 11      | 16. Sep. 2013 | Cheryl Shepard, Maren Gilzer, Jan Becker, Chantal Bausch und Susanne Bausch                                   |
| 12      | 17. Sep. 2013 | Paul Janke, Luci van Org, Anke Domaske, Kati Radloff und Christoph Koch                                       |
| 13      | 18. Sep. 2013 | Ralph Morgenstern, Bettina Dorfmann, Ruth Moschner, Antje Fröhlich, Ursel Rieck und Ralf Winkes               |
| 14      | 19. Sep. 2013 | Thomas Jaenisch, Felix Rohland, Jürgen Milski, Kathi Leineweber, Andreas Niedrig und Conny Niedrig            |
| 15      | 20. Sep. 2013 | Eva Habermann, Maximilian Steinker, Ursula-Josy Steinker, Lola Paltinger, Silvia Fauck und Die CubaBoarischen |
| 16      | 23. Sep. 2013 | Froonck Matthée, Zadiel Sasmaz, Alexandra Polzin, Susi Müller und Palina Rojinski                             |
| 17      | 24. Sep. 2013 | Maite Kelly, Annekatrin Heinrich, Tamás Hári, Danielle de Picciotto, Lisa Feller und Anja Bogner              |
| 18      | 25. Sep. 2013 | Miriam Pielhau, Kerstin Plehwe, Tom Diesbrock, Christian Gold und Manfred Eckermeier                          |
| 19      | 26. Sep. 2013 | Mark Benecke, Christine Neder, Yared Dibaba, De fofftig Penns, Manfred Charchulla und Jürgen Charchulla       |
| 20      | 27. Sep. 2013 | Ross Antony, Adam Fletcher, Roland Ris, Patrick Baboumian und Bianca Dold                                     |
| 21      | 30. Sep. 2013 | Hasso von Hugo, Astrid M. Fünderich, Udo Kroschwald, Lukas Piloty, Wolfram Langer und Jörg Nießen             |

| Ausgabe | Datum         | Gäste |
| ------- | ------------- | --- |
| 22      | 1. Okt. 2013  | Christian Kahrmann, Natalia Weimann, Manuel Cortez, Giovanni Zarrella und Petra Bock                                           |
| 23      | 2. Okt. 2013  | Paul Biedermann, Diana Tanneberger, Lou Bega, Elisabeth Frohne und Nina Queer                                                  |
| 24      | 4. Okt. 2013  | Lars Amend, Claude Oliver Rudolph, Lydia Benecke und Jürgen Kuhl                                                               |
| 25      | 7. Okt. 2013  | Kai Ebel, Heidi Hetzer, Lexy Hall, Karl Reyer und Konrad Küchenmeister                                                         |
| 26      | 8. Okt. 2013  | Reiner Schöne, Maxi Biewer, Stefanie Luxat, Georg Stockhorst und Beate Jankowiak                                               |
| 27      | 9. Okt. 2013  | Daniela Ziegler, Kate Hall, Detlef D! Soost, Khadra Sufi und Jenny Kniestedt                                                   |
| 28      | 10. Okt. 2013 | Jonathan Briefs, Joachim Llambi, Nina Deißler und Sven Hannawald                                                               |
| 29      | 11. Okt. 2013 | Inez Bjørg David, Ben, Michelle, Max, Matthias Isecke-Vogelsang, Jan Lachner und Ulrich Kotzur                                 |
| 30      | 14. Okt. 2013 | Marijke Amado, Andreas Hoeglauer, Markus Kothen, Thilo Mischke und Ksenia Kotina                                               |
| 31      | 15. Okt. 2013 | Ruth Maria Kubitschek, Alexa von Heyden, Victor Schefé, Sabrina Schönborn und Laura Gollers                                    |
| 32      | 16. Okt. 2013 | Andrea Ballschuh, Sina Trinkwalder, Monika Giersig, Rupprecht Gabriel und Eduard Lüning                                        |
| 33      | 17. Okt. 2013 | Barbara Wussow, Jan Smit, Fredy Thürig und Waltraud Kirschke                                                                   |
| 34      | 18. Okt. 2013 | Carlo von Tiedemann, Christiane Stenger, Erika Berger und Nala Martin                                                          |
| 35      | 21. Okt. 2013 | Steven Gätjen, Caroline Link, Matthias Lohre, William Wahl und Maybebop                                                        |
| 36      | 22. Okt. 2013 | Marion Kracht, Michaela Eiben, Burgi Anantapongse und Ludwig Hofmaier                                                          |
| 37      | 23. Okt. 2013 | Markus Majowski, Pascal Stössel, Nina Engele und Evelyn Gundlach                                                               |
| 38      | 24. Okt. 2013 | Ingrid Steeger, Undine Zimmer, Louise Sophie Jacobs, Brigitta Fischer und Florian Zimmer                                       |
| 39      | 25. Okt. 2013 | Jörn Schlönvoigt, Martin Schneider, Joey Kelly, Anett Gaida und Erik Jäger                                                     |
| 40      | 28. Okt. 2013 | Johnny Logan, Peter Illmann, Eisi Gulp, Jürgen Jürgens und Sandra                                                              |
| 41      | 29. Okt. 2013 | Isabel Varell, Julia Sieckmann, Boris Entrup und Maggie Tapert                                                                 |
| 42      | 30. Okt. 2013 | Heinz Rudolf Kunze, Laura M. Schwengber, Konrad Stöckel und Judith Williams                                                    |
| 43      | 31. Okt. 2013 | Jo Weil, Alexander Schollain, Ariane Gerhold, Oliver Langheim, Sendar Erinc, Christian Sprang, Nina Blume und Katharina Leukel |

| Ausgabe | Datum        | Gäste |
| ------- | ------------ | --- |
| 44      | 1. Nov. 2013 | Stefan Gwildis, Doreen Kutzke, Ann-Kathrin Otto und Benjamin Franz                                          |
| 45      | 4. Nov. 2013 | Enie van de Meiklokjes, Anouk Jans, David Werker, Max Jensen und Felix Metzger                              |
| 46      | 5. Nov. 2013 | Stephan Ringleb, Joseph Hannesschläger, Klaus Beer, Michico Renate Friedrich, Sandra Teitge und Sarah Mewes |
| 47      | 6. Nov. 2013 | Kolja Kleeberg, Anton Aschenbrenner, Werner Tiki Küstenmacher, Chris Lejeune und Sandra Winkler             |
| 48      | 7. Nov. 2013 | Natascha Ochsenknecht, Fischmarkt Jo, Uwe Westphal, Regy Clasen                                             |
| 49      | 8. Nov. 2013 | Wolfgang Lippert, Roland Albrecht, Rüdiger Freiherr von Fritsch, Cornelia Reichenbach und Karat             |